# Кореничани
Кореничани су насељено место у општини Ђуловац (до 1991. Миоковићево), у западној Славонији, Република Хрватска.

## Историја
До територијалне реорганизације у Хрватској насеље се налазило у саставу бивше велике општине Дарувар.

## Становништво
На попису становништва 2011. године, Кореничани су имали 246 становника.
По попису из 2001. године село је имало 317 становника.
| Националност       | 1991.        | 1981.        | 1971.        | 1961.        |
| Срби               | 282 (85,97%) | 304 (74,32%) | 424 (82,49%) | 517 (80,90%) |
| Хрвати             | 28 (8,53%)   | 29 (7,09%)   | 65 (12,64%)  | 96 (15,02%)  |
| Југословени        | 9 (2,74%)    | 71 (17,35%)  | 3 (0,58%)    | 0            |
| остали и непознато | 9 (2,74%)    | 5 (1,22%)    | 22 (4,28%)   | 26 (4,06%)   |
| Укупно             | 328          | 409          | 514          | 639          |

- напомене:

Од 1869. до 1900. исказивано под именом Корјеничани.

## Попис 1991.
На попису становништва 1991. године, насељено место Кореничани је имало 328 становника, следећег националног састава:
| Попис 1991.‍  | Попис 1991.‍  | Попис 1991.‍ | Попис 1991.‍ | Попис 1991.‍ |
| ------------ | ------------ | ----------- | ----------- | ----------- |
|              |              |             |             |             |
| Срби         | Срби         |             | 282         | 85,97%      |
| Хрвати       | Хрвати       |             | 28          | 8,53%       |
| Југословени  | Југословени  |             | 9           | 2,74%       |
| Мађари       | Мађари       |             | 4           | 1,21%       |
| Роми         | Роми         |             | 1           | 0,30%       |
| неопредељени | неопредељени |             | 4           | 1,21%       |
| укупно: 328  |              |             |             |             |